# Subject to Change (альбом Келси Баллерини)
Subject to Change — четвёртый студийный альбом американской кантри-певицы Келси Баллерини, вышедший 23 сентября 2022 года на лейбле Black River. Баллерини выступила сопродюсером альбома вместе с Шейном Маканалли, Джулианом Бунеттой, Джесси Фрейзуром и Алисой Вандерхейм. Песня «Heartfirst» была выпущена в качестве первого сингла 8 апреля 2022 года.

## История
Баллерини впервые анонсировала альбом в июле 2022 года. Баллерини намекнула, что в альбоме будет совместная работа, а 8 сентября 2022 года подтвердила, что в песне «You’re Drunk, Go Home» приняли участие Келли Кларксон и Карли Пирс. Баллерини выступила соавтором четырнадцати треков, а один написала единолично.
Трек-лист альбома «вдохновлён 1990-ми» и показывает её рост как артистки. Некоторые песни альбома описываются как «лёгкий поп» и «супервеселый, в стиле хонки-тонк». Говоря о составе альбома, Баллерини объяснила Billboard, что она «намеренно хотела писать с большим количеством женщин в этот раз. Для меня, когда ты записываешь альбом об эмоциях, когда ты творчески общаешься с женщиной, ты сможешь затронуть эту тему совершенно по-другому». Она отметила, что процесс написания поэтической книги «Feel Your Way Through», вышедшей в 2021 году, повлиял на написание песен для Subject to Change: «Я во многом приписываю открытость и более поэтическую сторону написания песен этой книге. Мне кажется, что она творчески раскрыла мой разум и помогла мне работать вне [стандартной песенной] структуры. Эта творческая свобода открыла часть меня, которую я надеюсь продолжать развивать в любом проекте, который я делаю». Она также назвала The Corrs, Шанайю Твейн, Тришу Годвуд, Sixpence None the Richer и Шерил Кроу ключевыми источниками влияния на альбом.

## Отзывы
| Оценки критиков | Оценки критиков |
| Источник        | Оценка          |
| --------------- | --------------- |
| AllMusic        | [ 5 ]           |
| PopMatters      | 6/10            |

Альбом получил положительные отзывы музыкальных критиков и интернет-изданий.
Стивен Томас Эрвин из AllMusic дал альбому четыре звезды из пяти. По его словам, «Subject to Change — это одновременно глянцевый и мягко освещённый альбом с большим количеством современного электричества».
По сравнению с предыдущим альбомом, Джеффри Дэвис из PopMatters написал, что материал альбома «отошёл на второй план, став безвкусным», и назвал Subject to Change самой консервативной работой Баллерини на сегодняшний день. Однако он похвалил её вокал, назвав его самым сильным за всю историю, и отметил, что она «находится в своей стихии в музыкальном плане».
Рейчел Ковач из The Penn назвала его «звёздным альбомом, который, безусловно, достоин Грэмми»
Дэн Хайман из Rolling Stone сказал, что альбом «зрелый и освежающий» и что в него вошёл «самый прогрессивный материал на сегодняшний день».

## Список композиций
Все треки спродюсированы Келси Баллерини, Шейном Маканалли и Джулианом Бунеттой, за исключением «Love Is a Cowboy», спродюсированной совместно с Джесси Фрейзером, и «Doin' My Best», спродюсированной совместно с Алисой Вандерхейм.
| №                   | Название                                                | Автор(ы)                                                               | Длительность |
| ------------------- | ------------------------------------------------------- | ---------------------------------------------------------------------- | ------------ |
| 1.                  | «Subject to Change»                                     | Келси Баллерини Karen Fairchild Алиса Вандерхейм                       | 2:59         |
| 2.                  | «The Little Things»                                     | Баллерини Вандерхейм Эшли Горли Cary Barlowe                           | 2:57         |
| 3.                  | «I Can’t Help Myself»                                   | Баллерини Маканалли Bunetta Джош Осборн                                | 3:21         |
| 4.                  | «If You Go Down (I’m Goin’ Down Too)»                   | Баллерини Маканалли Bunetta                                            | 2:46         |
| 5.                  | «Love Is a Cowboy»                                      | Баллерини Jesse Frasure Parker Welling                                 | 2:43         |
| 6.                  | «Muscle Memory»                                         | Баллерини Маканалли Bunetta                                            | 3:31         |
| 7.                  | «I Guess They Call It Fallin'»                          | Баллерини Маканалли Bunetta Вандерхейм Miranda Glory Jordan Shellheart | 4:01         |
| 8.                  | «Weather»                                               | Баллерини Вандерхейм                                                   | 2:54         |
| 9.                  | «Universe»                                              | Баллерини Вандерхейм Sasha Alex Sloan                                  | 2:56         |
| 10.                 | «Walk in the Park»                                      | Баллерини Маканалли Jimmy Robbins                                      | 3:20         |
| 11.                 | «Heartfirst»                                            | Баллерини Fairchild Вандерхейм                                         | 3:07         |
| 12.                 | «You’re Drunk, Go Home» (с Келли Кларксон и Карли Пирс) | Баллерини Маканалли Bunetta                                            | 2:55         |
| 13.                 | «Doin' My Best»                                         | Баллерини Вандерхейм                                                   | 2:37         |
| 14.                 | «Marilyn»                                               | Ballerini                                                              | 3:26         |
| 15.                 | «What I Have»                                           | Баллерини Вандерхейм Cary Barlowe                                      | 2:58         |
| Общая длительность: | Общая длительность:                                     | Общая длительность:                                                    | 46:39        |

## Позиции в чартах
| Чарт (2022)                                  | Высшая позиция |
| -------------------------------------------- | -------------- |
| Австралия (ARIA)                             | 82             |
| Австралия Country Albums (ARIA)              | 7              |
| Канада (Canadian Albums Chart)               | 72             |
| Шотландия (Scottish Albums Chart)            | 68             |
| Великобритания (UK Country Albums Chart)     | 1              |
| Великобритания (UK Digital Albums Chart)     | 11             |
| Великобритания (UK Independent Albums Chart) | 27             |
| США (Billboard 200)                          | 18             |
| США (Billboard Independent Albums)           | 4              |
| США (Billboard Top Country Albums)           | 3              |